# Listă de râuri din Germania

## Râuri (fluvii) ce curg mai mult de 200 km pe teritoriul Germaniei

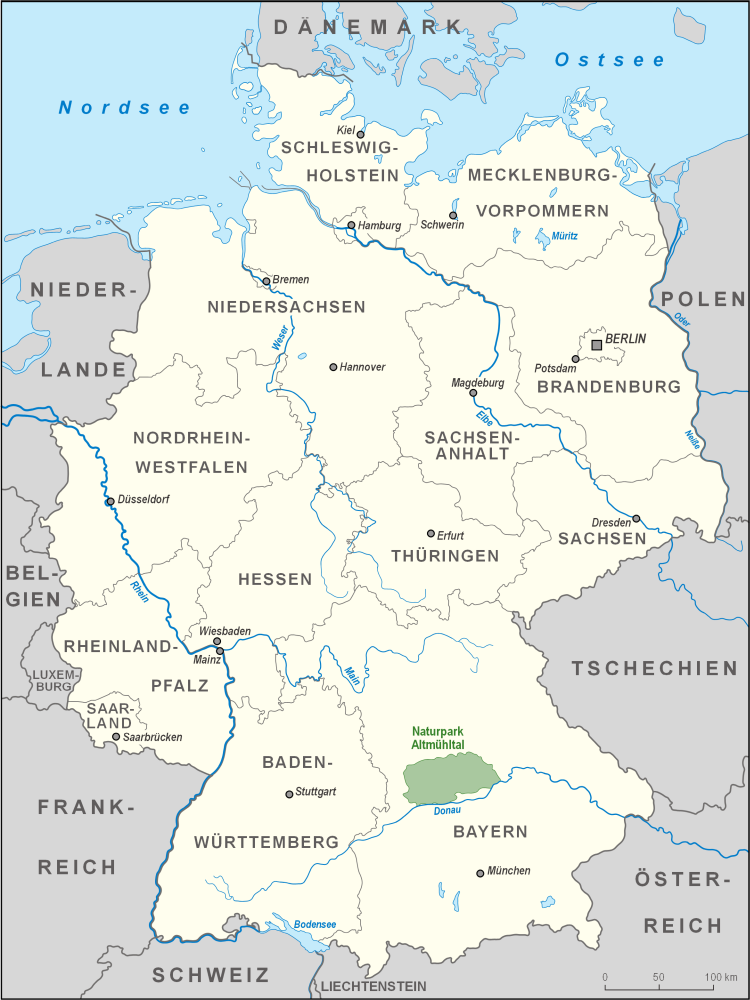
Harta hidrologică a Germaniei

- Lungimea cursului (în Km) numai de pe teritoriul Germaniei cu specificația locului de vărsare:

1. Rin - 865 km (Marea Nordului)
2. Elba - 727 km (Marea Nordului)
3. Dunăre - 647 km (Marea Neagră)
4. Main - 524 km (Rin)
5. Weser - 452 km (Marea Nordului)
6. Saale - 413 km (Elba)
7. Spree - 382 km (Havel)
8. Ems - 371 km (Marea Nordului)
9. Neckar - 367 km (Rin)
10. Havel - 325 km (Elba)
11. Werra - 292 km (Weser)
12. Isar - 263 km (Dunăre)
13. Lippe 255 km (Rin)
14. Weiße Elster - 247 km (Saale)
15. Lahn - 242 km (Rin)
16. Mosel - 242 km (Rin)
17. Leine - 241 km (Aller)
18. Altmühl - 220 km (Dunăre)
19. Elde - 220 km (Elba)
20. Fulda - 218 km (Weser)
21. Inn - 218 km (Dunăre)
22. Ruhr - 217 km (Rin)
23. Aller - 211 km (Weser)

- Vezi: http://de.wiktionary.org/wiki/Fluss

## Râurile cu lungimea și în afara granițelor Germaniei
| 1. 2.888 km - Dunăre (Marea Neagră) 2. 1.320 km - Rhein (Marea Nordului) 3. 1.091 km - Elbe (Marea Nordului) 4. 866 km - Oder (Marea Baltică) 5. 545 km - Mosel (Rin) 6. 524 km - Main (Rin) 7. 517 km - Inn (Dunăre) 8. 452 km - Weser (Marea Nordului) 9. 413 km - Saale (Elba) 10. 382 km - Spree (Havel) 11. 371 km - Ems (Marea Nordului) 12. 367 km - Neckar (Rin) 13. 325 km - Havel (Elba) 14. 295 km - Isar (Dunăre) 15. 292 km - Werra ( Weser) 16. 291 km - Eger (Elba) 17. 285 km - Lech (Dunăre) 18. 257 km - Weiße Elster (Saale) 19. 256 km - Lausitzer Neiße (Oder) 20. 255 km - Lippe (Rin) 21. 246 km - Saar (Mosel) 22. 242 km - Lahn (Rin) 23. 241 km - Leine (Aller) 24. 225 km - Salzach (Inn) 25. 220 km - Altmühl (Dunăre) 26. 220 km - Elde (Elba) 27. 218 km - Fulda (Weser) 28. 217 km - Ruhr (Rin) 29. 211 km - Aller (Weser) 30. 198 km - Hunte (Weser) 31. 196 km - Jagst (Neckar) 32. 193 km - Hase (Else/Ems) 33. 192 km - Unstrut (Saale) 34. 188 km - Eider (Marea Nordului) 35. 188 km - Schwarze Elster (Elba) 36. 185 km - Ammer-Amper (Isar) 37. 182 km - Kocher (Neckar) 38. 177 km - Eder (Fulda) 39. 173 km - Sauer (Mosel) 40. 170 km - Rur (Maas) 41. 167 km - Vechte (Zwarte Water) 42. 166 km - Zwickauer Mulde 43. 165 km - Naab - (Dunăre) 44. 165 km - Regen (Dunăre) 45. 156 km - Peene (Marea Baltică) 46. 153 km - Oste (Marea Nordului) 47. 153 km - Sieg (Rin) 48. 151 km - Wertach (Lech) 49. 151 km - Warnow (Marea Baltică) 50. 147 km - Iller (Dunăre) 51. 142 km - Fränkische Saale (Main) 52. 142 km - Kyll (Mosel) 53. 140 km - Bode (Saale) 54. 140 km - Wied (Rin) 55. 134 km - Paar (Dunăre) 56. 132 km - Wörnitz (Dunăre) 57. 129 km - Ilm (Saale) 58. 128 km - Lenne (Ruhr) 59. 128 km - Zschopau (Freiberger Mulde) 60. 125 km - Rhin (Havel) 61. 124 km - Freiberger Mulde ( Mulde) 62. 124 km - Mulde (Elba) 63. 124 km - Trave (Marea Baltică) 64. 122 km - Tauber (Main) 65. 120 km - Vils (Dunăre) 66. 116 km - Nahe (Rin) 67. 116 km - Niers (Maas) 68. 115 km - Pegnitz (Regnitz) 69. 114 km - Loisach (Isar) 70. 114 km - Wupper (Rin) 71. 112 km - Enz (Neckar) 72. 110 km - Friedberger Ach (Dunăre) 73. 110 km - Berkel (IJssel) 74. 110 km - Ohre (Elba) 75. 109 km - Rott (Inn) 76. 108 km - Wümme (Lesum) 77. 107 km - Ilmenau (Elba) 78. 105 km - Diemel (Weser) 79. 105 km - Oker (Aller) 80. 103 km - Erft (Rin) 81. 103 km - Mies (Berounka) 82. 103 km - Saalach (Salzach) 83. 103 km - Uecker -(Marea Baltică) 84. 102 km - Nied (Saar) 85. 99 km - Blies (Saar) 86. 98 km - Fuhse (Aller) 87. 98 km - Nidda (Main) 88. 98 km - Werre (Weser) 89. 97 km - Schwalm (Eder) 90. 97 km - Milde (Elba) 91. 95 km - Dahme (Spree) 92. 95 km - Innerste (Leine) 93. 95 km - Kinzig (Rin) 94. 94 km - Dosse (Havel) 95. 93 km - Dinkel (Vechte) 96. 93 km - Wipper(Unstrut) 97. 92 km - Nagold (Enz) 98. 90 km - Große Röder (Schwarze Elster) 99. 90 km - Pleiße (Weiße Elster) 100. 87 km - Stör (Elba) 101. 87 km - Vils (Naab) 102. 86 km - Ahr (Rin) 103. 86 km - Wutach (Rin) 104. 85 km - Gera (Unstrut) 105. 85 km - Große Laber (Dunăre) 106. 85 km - Wipper (Saale) 107. 84 km - Emscher (Rin) 108. 84 km - Stepenitz (Elba) 109. 84 km - Prüm (Sauer) 110. 83 km - Wesenitz (Elba) 111. 82 km - Kinzig (Main) 112. 82 km - Ilm (Abens) 113. 80 km - Itz (Mainz) 114. 80 km - Rems (Neckar) 115. 79 km - Tiroler Achen (Alz) 116. 78 km - Flöha (Zschopau) 117. 78 km - Our (Sauer) 118. 78 km - Wiesent (Regnitz) 119. 76 km - Abens (Dunăre) 120. 76 km - Isen (Inn) 121. 76 km - Schmutter (Dunăre) 122. 76 km - Schwarze Laber (Dunăre) 123. 75 km - Aisch (Regnitz) 124. 75 km - Mindel (Dunăre) 125. 74 km - Trebel (Peene) 126. 73 km - Böhme (Aller) 127. 73 km - Jeetze-Jeetzel (Elba) 128. 73 km - Treene (Eider) 129. 72 km - Argen-Untere Argen (Rin) 130. 72 km - Recknitz (Saaler Bodden / Ostsee) 131. 72 km - Sude (Elba) 132. 71 km - Alte und Neue Jäglitz (Havel und Dosse) 133. 70 km - Issel mit Oude Ijssel 134. 70 km - Murg (Nordschwarzwald) (Rin) 135. 70 km - Sauer (Pfalz/Alsacia) (Rin) 136. 68 km - Dill (Lahn) 137. 68 km - Glan (Nahe) 138. 68 km - Randow (Uecker) 139. 68 km - Tollense (Peene) 140. 68 km - Wetter (Nidda) 141. 67 km - Werse (Ems) 142. 67 km - Chemnitz (Zwickauer Mulde) 143. 67 km - Selke (Bode) 144. 66 km - Löcknitz (Elba) 145. 65 km - Bille (Elba) 146. 65 km - Fränkische Rezat (Rednitz) 147. 65 km - Helme (Unstrut) 148. 65 km - Ilz (Dunăre) 149. 65 km - Nuthe (Brandenburg) (Havel) 150. 68 km - Agger (Sieg) 151. 64 km - Haune (Fulda) 152. 64 km - Nister (Sieg) 153. 63 km - Alz (Inn) 154. 63 km - Fils (Neckar) 155. 63 km - Nidder (Nidda) 156. 63 km - Salm (Mosel) 157. 63 km - Weida (Weiße Elster) 158. 62 km - Schussen (Rin) 159. 62 km - Schwentine (Kieler Förde / Ostsee) 160. 61 km - Selz (Rin) 161. 61 km - Weißeritz mit Wilder Weißeritz (Elba) 162. 60 km - Nebel (Warnow) 163. 60 km - Pfinz (Rin) 164. 60 km - Pulsnitz (Schwarzen Elster) 165. 60 km - Schwarzach (Naab) 166. 60 km - Schwarzach (Rednitz) 167. 60 km - Sempt (Isar) 168. 60 km - Speyerbach (Rin) 169. 60 km - Weschnitz (Rin) 170. 60 km - Zusam (Dunăre) 171. 59 km - Nims (Prüm) 172. 59 km - Ohm (Lahn) 173. 59 km - Rench (Rin) 174. 59 km - Roter Main (Mains) 175. 58 km - Löbauer Wasser 176. 58 km - Luhe (Ilmenau) 177. 58 km - Mangfall (Inn) 178. 58 km - Regnitz (Main) 179. 57 km - Alsenz (Nahe) 180. 57 km - Helbe (Unstrut) 181. 57 km - Kammel (Mindel) 182. 57 km - Plane (Havel) 183. 57 km - Schunter (Oker) 184. 57 km - Steinach (Rodach) 185. 57 km - Weida (Weiße Elster) 186. 56 km - Hörsel mit "Kleine Leina" (Werra) 187. 56 km - Lauchert (Dunăre) 188. 56 km - Stecknitz (Trave) 189. 56 km - Ulster (Werra) 190. 55 km - Brenz (Dunăre) 191. 55 km - Günz (Dunăre) 192. 55 km - Lauter (Rin) 193. 55 km - Lieser (Mosel) 194. 55 km - Örtze (Aller) 195. 55 km - Roth (Dunăre) 196. 55 km - Wiese (Rin) 197. 55 km - Wisenta (Saale) 198. 54 km - Eyach (Neckar) 199. 54 km - Rot (Dunăre) 200. 54 km - Stever (Lippe) 201. 53 km - Schwarza (Saale) 202. 53 km - Alf (Mosel) 203. 53 km - Alster (Elba) 204. 53 km - Wurm (Rur) 205. 52 km - Nesse (Hörsel) 206. 52 km - Queich (Rin) 207. 52 km - Rodach (Main) 208. 52 km - Stepenitz(Trave) 209. 51 km - Bocholter Aa (Oude Ijssel) 210. 51 km - Bühler (Kocher) 211. 51 km - Chamb (Regen) 212. 51 km - Murr (Neckar) 213. 51 km - Prims (Saar) 214. 50 km - Ise (Aller) 215. 50 km - Möhne (Ruhr) 216. 50 km - Mümling (Main) 217. 50 km - Schwarzbach (Pfalz) (Blies) 218. 50 km - Simmerbach (Nahe) 219. 50 km - Sinn (Fränkische Saale) 220. 50 km - Urft (Rur) 221. 50 km - Volme (Ruhr) 222. 50 km - Weil (Lahn) 223. 50 km - Würm (Gäu) (Nagold) 224. 49 km - Alme (Lippe) 225. 49 km - Breg - (Dunăre) 226. 49 km - Hörsel (Werra) 227. 49 km - Müglitz (Elba) 228. 49 km - Glonn (Amper) 229. 49 km - Uchte (Biese) 230. 49 km - Wilde Weißeritz - (Weißeritz) 231. 48 km - Karthane (Elba) 232. 48 km - Kleine Laber (Große Laber) 233. 48 km - Nethe (Weser) 234. 48 km - Nieplitz (Nuthe) 235. 48 km - Parthe (Weiße Elster) 236. 48 km - Rhume (Leine) 237. 48 km - Große Striegis (Striegis) 238. 47 km - Holtemme (Bode) 239. 47 km - Gersprenz (Main) 240. 46 km - Ruwer (Mosel) 241. 46 km - Schwalm (Maas) 242. 45 km - Alb (Nordschwarzwald) (Rin) 243. 45 km - Bröl (Sieg) 244. 45 km - Delme (Ochtum) 245. 45 km - Glems (Enz) 246. 45 km - Hamme (Lesum) 247. 45 km - Horloff (Nidda) 248. 45 km - Kirnitzsch (Elba) 249. 45 km - Singold (Wertach) 250. 45 km - Sülz (Agger) 251. 45 km - Steinfurter Aa (Vechte) 252. 44 km - Este (Elba) 253. 44 km - Glenne (Lippe) 254. 44 km - Lossa (Unstrut) 255. 44 km - Weiße Laber (Altmühl) 256. 43 km - Brigach (Dunăre) 257. 43 km - Eckbach (Pfalz) (Rin) 258. 43 km - Lune (Weser) 259. 43 km - Pfrimm (Rin) 260. 42 km - Isenach (Rin) 261. 41 km - Alb (Südschwarzwald) (Rin) 262. 41 km - Apfelstädt (Gera) 263. 41 km - Hoppecke (Diemel) 264. 41 km - Lossa (Unstrut) 265. 41 km - Sulzach (Wörnitz) | 1. 41 km - Weißer Main (Mains) 2. 40 km - Aar (Lahn) 3. 40 km - Bibert (Rednitz) 4. 40 km - Dhünn 5. 40 km - Ehle (Elba) 6. 40 km - Eisbach (Pfalz) (Rin) 7. 40 km - Felda (Werra) 8. 40 km - Glotter (Elz) 9. 40 km - Krückau (Elba) 10. 40 km - Lüder (Fulda) 11. 40 km - Reiche Ebrach (Regnitz) 12. 40 km - Schilde (Schaale) 13. 40 km - Zorge (Helme) 14. 40 km - Seeve (Elba) 15. 40 km - Streu (Fränkische Saale) 16. 40 km - Wipfra (Gera) 17. 39 km - Barthe (Barther Bodden) 18. 39 km - Dhron (Mosel) 19. 39 km - Ennepe (Volme) 20. 39 km - Felda (Werra) 21. 39 km - Milde (Elba) 22. 39 km - Nuthe (Elba) 23. 38 km - Bigge (Lenne) 24. 38 km - Bobritzsch (Freiberger Mulde) 25. 38 km - Efze (Schwalm) 26. 38 km - Glatt (Rin) 27. 38 km - Maisach (Amper) 28. 38 km - Rossel (Saar) 29. 37 km - Arlau (Marea Nordului) 30. 37 km - Biber (Dunăre) 31. 37 km - Eger (Wörnitz) 32. 37 km - Eschach (Neckar) 33. 37 km - Nuhne (Eder) 34. 37 km - Selbitz (Sächsische Saale) 35. 37 km - Triebisch (Elba) 36. 36 km - Ahse (Lippe) 37. 36 km - Aiterach (Dunăre) 38. 36 km - Angerbach (Rin) 39. 36 km - Rot (Kocher) 40. 36 km - Wehre (Werra) 41. 35 km - Buckau (Havel) 42. 35 km - Düte (Hase) 43. 35 km - Glatt (Neckar) 44. 35 km - Hornbach (Schwarzbach) 45. 35 km - Lauter (Dunăre) - (Dunăre) 46. 35 km - Luhe (Naab) 47. 35 km - Nordradde (Ems) 48. 35 km - Orla (Saale) 49. 35 km - Ostpeene (Peene) 50. 35 km - Rote Weißeritz ( Weißeritz) 51. 35 km - Mittelradde (Hase) 52. 35 km - Twiste (Diemel) 53. 35 km - Wohra (Ohm) 54. 35 km - Zwönitz (Chemnitz) 55. 34 km - Allna (Lahn) 56. 34 km - Auma (Weida) 57. 34 km - Gottleuba (Elba) 58. 34 km - Schleuse (Werra) 59. 34 km - Elz (Neckar) 60. 33 km - Alte Oder (Oder) 61. 33 km - Hönne (Ruhr) 62. 33 km - Kessel (Dunăre) 63. 33 km - Leitzach (Mangfall) 64. 33 km - Lumda (Lahn) 65. 33 km - Ostrach (Oberschwaben) (Dunăre) 66. 33 km - Schwartau (Trave) 67. 33 km - Wiehl (Agger) 68. 33 km - Ellebach (Rur) 69. 32 km - Antreff (Schwalm) 70. 32 km - Kahl (Main) 71. 32 km - Lauter (Glan) 72. 32 km - Möhlin 73. 32 km - Orke (Eder) 74. 32 km - Radolfzeller Aach (Rin) 75. 32 km - Roda (Saale) 76. 32 km - Tanger (Elba) 77. 32 km - Weißach (Bregenzer Ach) 78. 31 km - Axtbach (Ems) 79. 31 km - Biese (Elba) 80. 31 km - Ems (Hessen) (Eder) 81. 31 km - Erms (Neckar) 82. 31 km - Schondra (Fränkische Saale) 83. 31 km - Seseke (Lippe) 84. 31 km - Thulba (Fränkische Saale) 85. 30 km - Brend (Fränkische Saale) 86. 30 km - Erlenbach (Nidda) 87. 30 km - Eschbach (Nidda) 88. 30 km - Gramme (Unstrut) 89. 30 km - Hönne (Ruhr) 90. 30 km - Ihle 91. 30 km - Ketzerbach (Elba) 92. 30 km - Kleine Paar (Dunăre) 93. 30 km - Münstersche Aa (Ems) 94. 30 km - Rodau (Main) 95. 30 km - Schlichem (Neckar) 96. 30 km - Starzel (Neckar) 97. 30 km - Usa (Wetter) 98. 30 km - Vils (Lech) 99. 30 km - Warme (Twiste) 100. 30 km - Wenne (Ruhr) 101. 30 km - Wietze (Aller) 102. 29 km - Dreisam (Elz) 103. 29 km - Heller (Sieg) 104. 29 km - Leda (Ems) 105. 29 km - Steinhuder Meerbach (Weser) 106. 29 km - Schwülme (Weser) 107. 29 km - Wisper (Rin) 108. 28 km - Kerkerbach (Lahn) 109. 28 km - Losse (Fulda) 110. 28 km - Merzbach (Rur) 111. 28 km - Nette (Niers) 112. 28 km - Ryck (Marea Baltică) 113. 28 km - Traun (Alz) 114. 27 km - Aland (Elba) 115. 27 km - Federbach (Rin) 116. 27 km - Lauter (Neckar) (Neckar) 117. 26 km - Glonn (Mangfall) 118. 26 km - Körsch (Neckar) 119. 26 km - Wilde Rodach (Rodach) 120. 25 km - Aich (Neckar) 121. 25 km - Altenau (Oker) 122. 25 km - Brettach (râu) 123. 25 km - Aschaff (Main) 124. 25 km - Düssel (Rin) 125. 25 km - Ellerbach (Altenau) 126. 25 km - Exter (Weser) 127. 25 km - Gelbach (Lahn) 128. 25 km - Hasel (Werra) 129. 25 km - Ilme (Leine) 130. 25 km - Kotitzer Wasser 131. 25 km - Ochtum (Weser) 132. 25 km - Salzböde (Lahn) 133. 25 km - Schmalkalde (Werra) 134. 25 km - Seidewitz (Gottleuba) 135. 25 km - Sprotte (Pleiße) 136. 25 km - Wahnbach (Sieg) 137. 25 km - Wolfach (Kinzig) 138. 24 km - Bever (Ems) 139. 24 km - Bever (Oste) 140. 24 km - Bastau (Weser) 141. 24 km - Ferndorfbach (Sieg) 142. 24 km - Lenne (Weser) 143. 24 km - Metter (Enz) 144. 24 km - Radegast (Stepenitz) 145. 24 km - Sagter Ems (Ems) 146. 23 km - Warme Bode (Saale) 147. 23 km - Echaz (Neckar) 148. 23 km - Maurine (Stepenitz) 149. 23 km - Sauer (Altenau) 150. 23 km - Kleine Striegis (Striegis) 151. 23 km - Suhl 152. 23 km - Waldach (Nagold) 153. 22 km - Altenau (Alme) 154. 22 km - Dickelsbach (Rin) 155. 22 km - Idar (Nahe) 156. 22 km - Jade (Jadebusen bzw. Nordsee) 157. 22 km - Jossa (Fulda) 158. 22 km - Kander (Schwarzwald) (Rin) 159. 22 km - Leibi (Dunăre) 160. 22 km - Münzbach (Freiberger Mulde) 161. 22 km - Odeborn (Eder) 162. 22 km - Steinlach 163. 22 km - Wetschaft (Lahn) 164. 22 km - Wieda (Zorge) 165. 21 km - Nau (Dunăre) 166. 21 km - Nieste (Fulda) 167. 21 km - Malefinkbach (Rur) 168. 21 km - Steinach (Neckar) 169. 21 km - Watter (Twiste) 170. 20 km - Ammer (Neckar) 171. 20 km - Barnitz 172. 20 km - Dalke (Ems) 173. 20 km - Deilbach (Ruhr) 174. 20 km - Hahnenbach (Nahe) 175. 20 km - Halblech (Lech) 176. 20 km - Hamel (Weser) 177. 20 km - Henne (Ruhr) 178. 20 km - Holzape (Diemel) 179. 20 km - Murg (Südschwarzwald) (Rin) 180. 20 km - Ostrach (Bayern) (Iller) 181. 20 km - Riß (Dunăre) 182. 20 km - Sontra (Wehre) 183. 20 km - Sülze (Elba) 184. 20 km - Sulm (Neckar) 185. 20 km - Wieseck (Lahn) 186. 19 km - Angel (Werse) 187. 19 km - Illach (Lech) 188. 18 km - Ahle (Weser) 189. 18 km - Aufseß (Wiesent) 190. 18 km - Baarbach (Ruhr) 191. 18 km - Biela (Elba) 192. 18 km - Fliede (Fulda) 193. 18 km - Fretterbach (Lenne) 194. 18 km - Gelster (Werra) 195. 18 km - Mehe (Oste) 196. 18 km - Kleine Triebisch (Triebisch) 197. 18 km - Liese (Glenne) 198. 18 km - Weißach (Mangfall) 199. 18 km - Wehra (Rin) 200. 18 km - Wilster Au (Stör) 201. 17 km - Kalte Bode (Saale) 202. 17 km - Lauter (Itz) 203. 17 km - Prim (Neckar) 204. 17 km - Südradde 205. 17 km - Wohlrose (Ilm) 206. 16 km - Bahre (Seidewitz) 207. 16 km - Daade (Heller) 208. 16 km - Jossa (Lüder) 209. 16 km - Lütter (Fulda) 210. 16 km - Partnach (Loisach) 211. 16 km - Perf (Lahn) 212. 16 km - Pfefferfließ (Nieplitz) 213. 16 km - Twiste (Oste) 214. 16 km - Zarow (Stettiner Haff / Ostsee) 215. 14 km - Aitrach (Iller) 216. 15 km - Elta (Dunăre) 217. 15 km - Frieda (Werra) 218. 15 km - Heder (Lippe) 219. 15 km - Kleine Aller 220. 15 km - Pleisbach (Sieg) 221. 15 km - Schönach (Lech) 222. 15 km - Teinach (Nagold) 223. 15 km - Wahlebach (Fulda) 224. 14 km - Aabach (Afte) 225. 14 km - Blau (Dunăre) 226. 14 km - Hundem (Lenne) 227. 14 km - Morsbach 228. 14 km - Rottach (Iller) 229. 14 km - Wakenitz (Trave) 230. 13 km - Boye (Emscher) 231. 13 km - Hanfbach (Sieg) 232. 13 km - Salzböde (Lahn) 233. 13 km - Schlierach (Mangfall) 234. 13 km - Wedeler Au (Elba) 235. 12 km - Eschbach (Wupper) 236. 12 km - Kämpfelbach (Pfinz) 237. 12 km - Nesenbach (Neckar) 238. 12 km - Oese (Nethe) 239. 12 km - Rott (Amper) 240. 12 km - Schlitz (Fulda) 241. 12 km - Weißeritz (Elba) 242. 11 km - Zschampert (Luppe) 243. 11 km - Striegis (Freiberger Mulde) 244. 10 km - Banfe (Lahn) 245. 10 km - Bever (Wupper) 246. 10 km - Bära (Dunăre) 247. 10 km - Lesum (Weser) 248. 9 km - Litte (Großschweidnitzer Wasser) 249. 9 km - Geisbach (Waldnaab) 250. 9 km - Schwelme (Wupper) 251. 8 km - Dautphe (Lahn) 252. 8 km - Eitra (Haune) 253. 8 km - Großschweidnitzer Wasser (Löbauer Wasser) 254. 8 km - Kaltenmühlbach (Waldnaab) 255. 8 km - Schorte (Ilm) 256. 7 km - Cunnersdorfer Wasser (Löbauer Wasser) 257. 7 km - Ilse (Lahn) 258. 7 km - Ölbach (Ruhr) 259. 7 km - Große Mittweida (Pöhlwasser) 260. 6 km - Röthenbach (Waldnaab) 261. 6 km - Ginsheimer Altrhein (Rin) 262. 5 km - Silberbach (Waldnaab) 263. 5 km - Seltenrein (Löbauer Wasser) 264. 4 km - Pader (Lippe) |

## Galerie de imagini

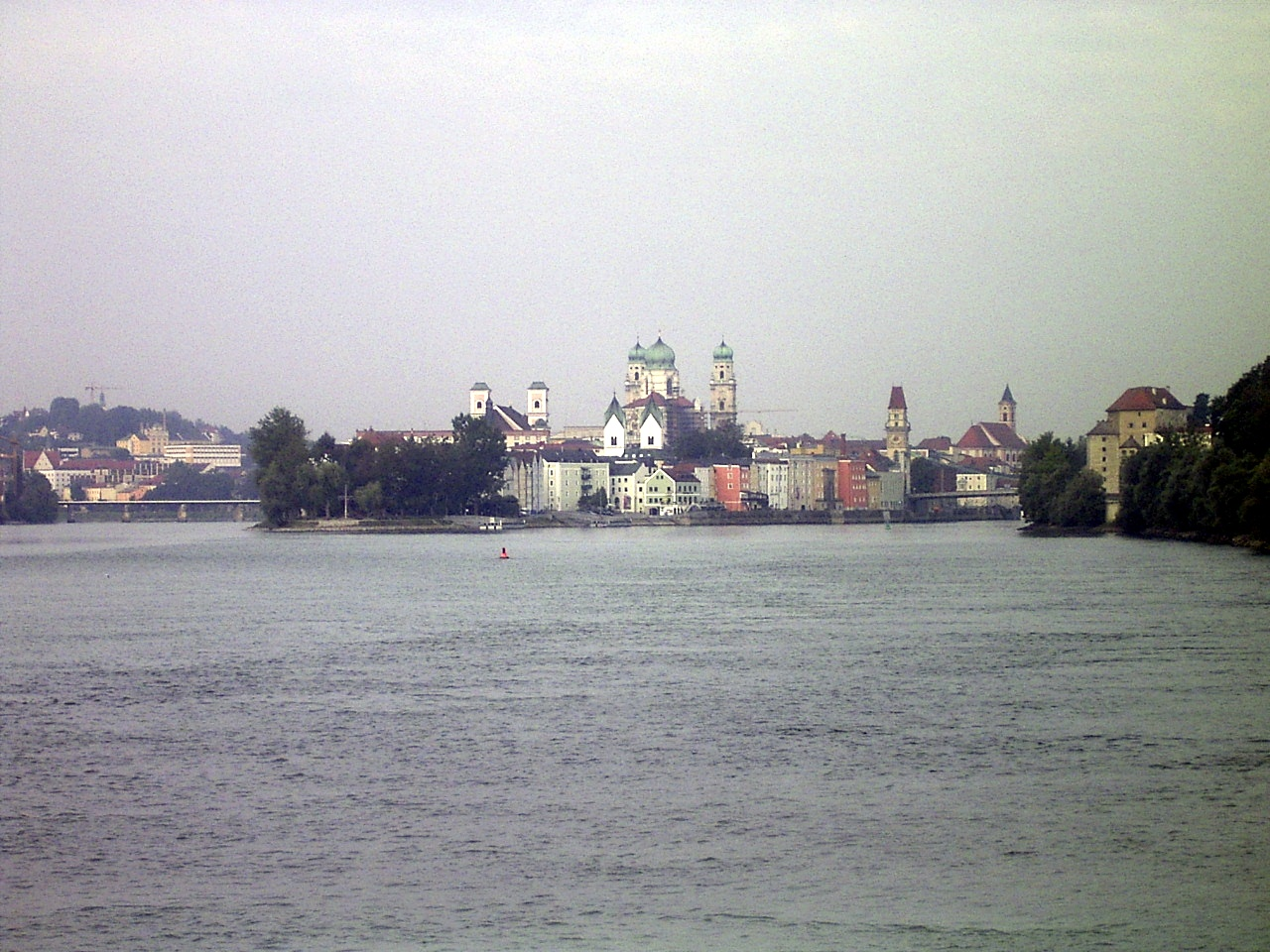
Donau nach Passau
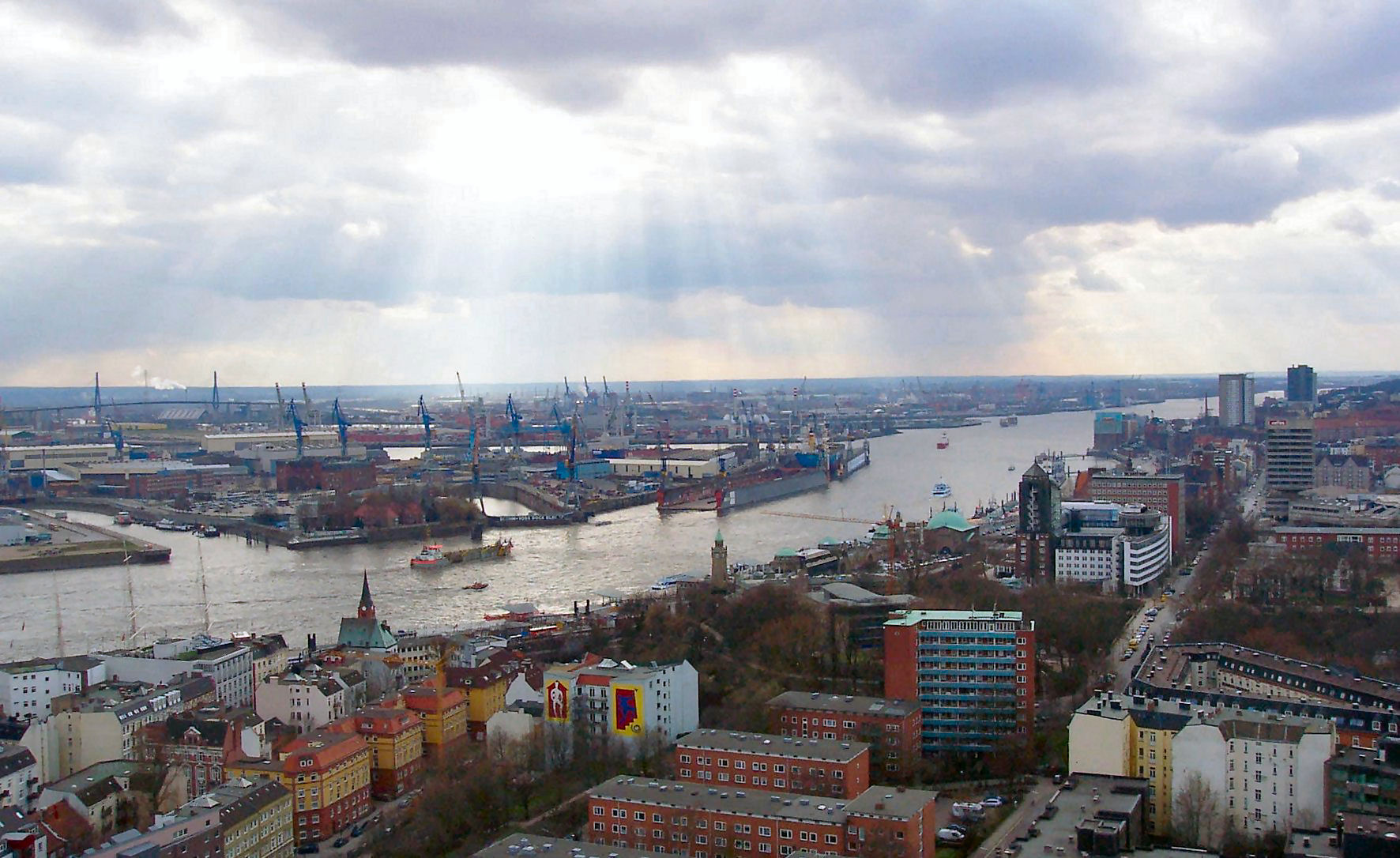
Elbe im Hamburger Hafen
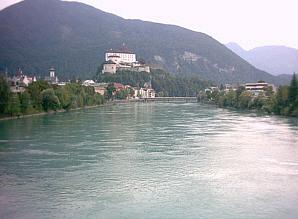
Inn bei Kufstein
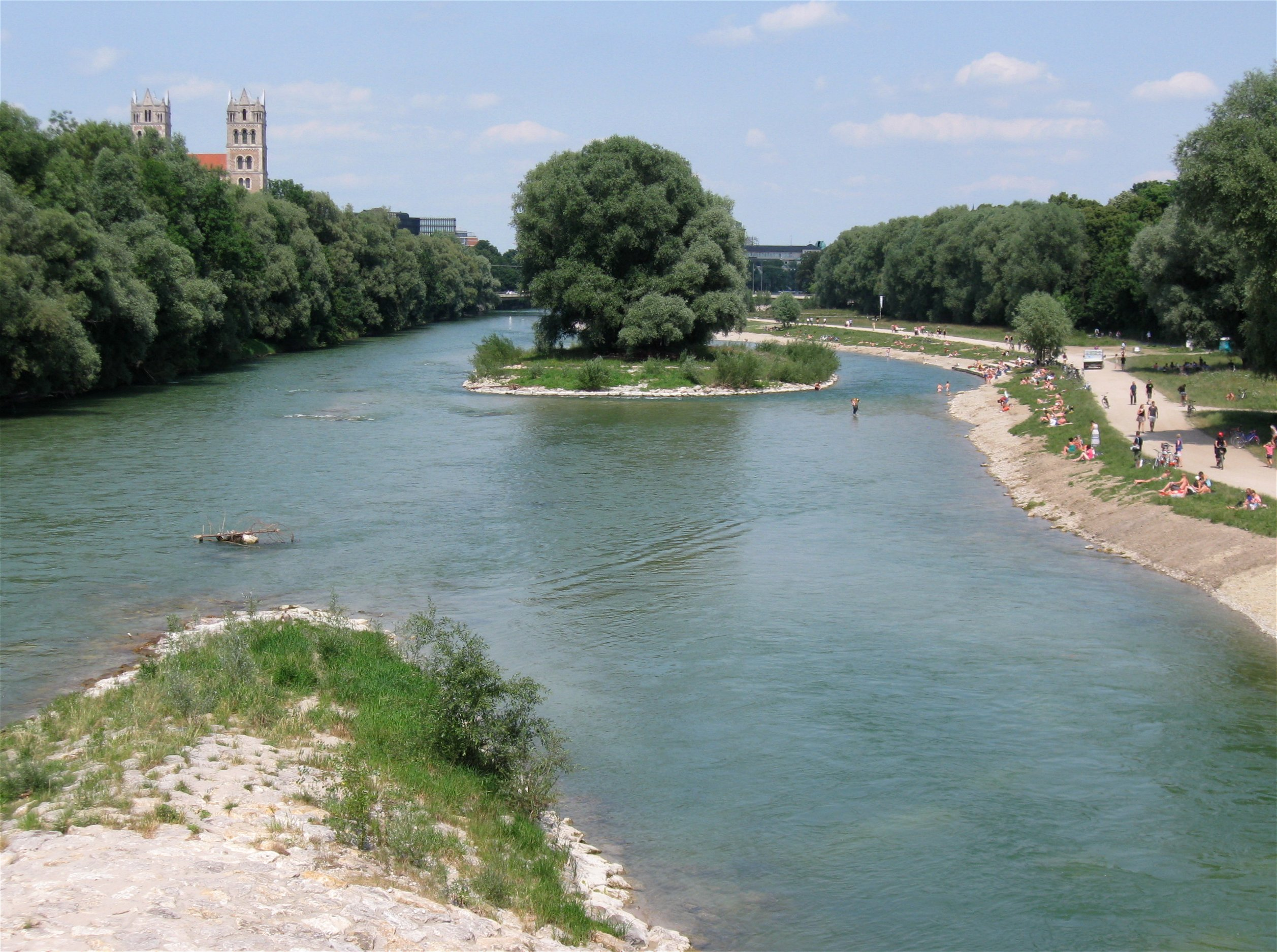
Isar in München
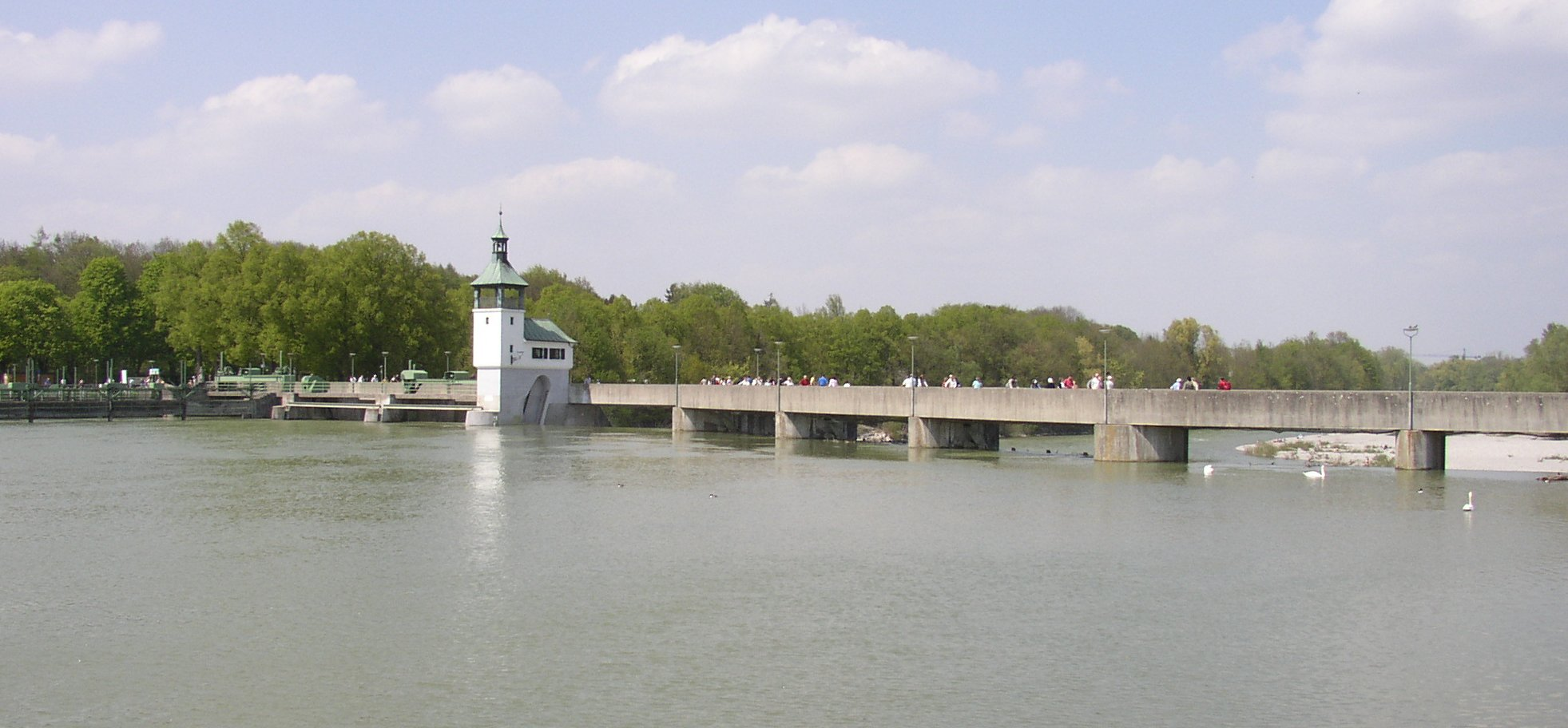
Lech in Augsburg
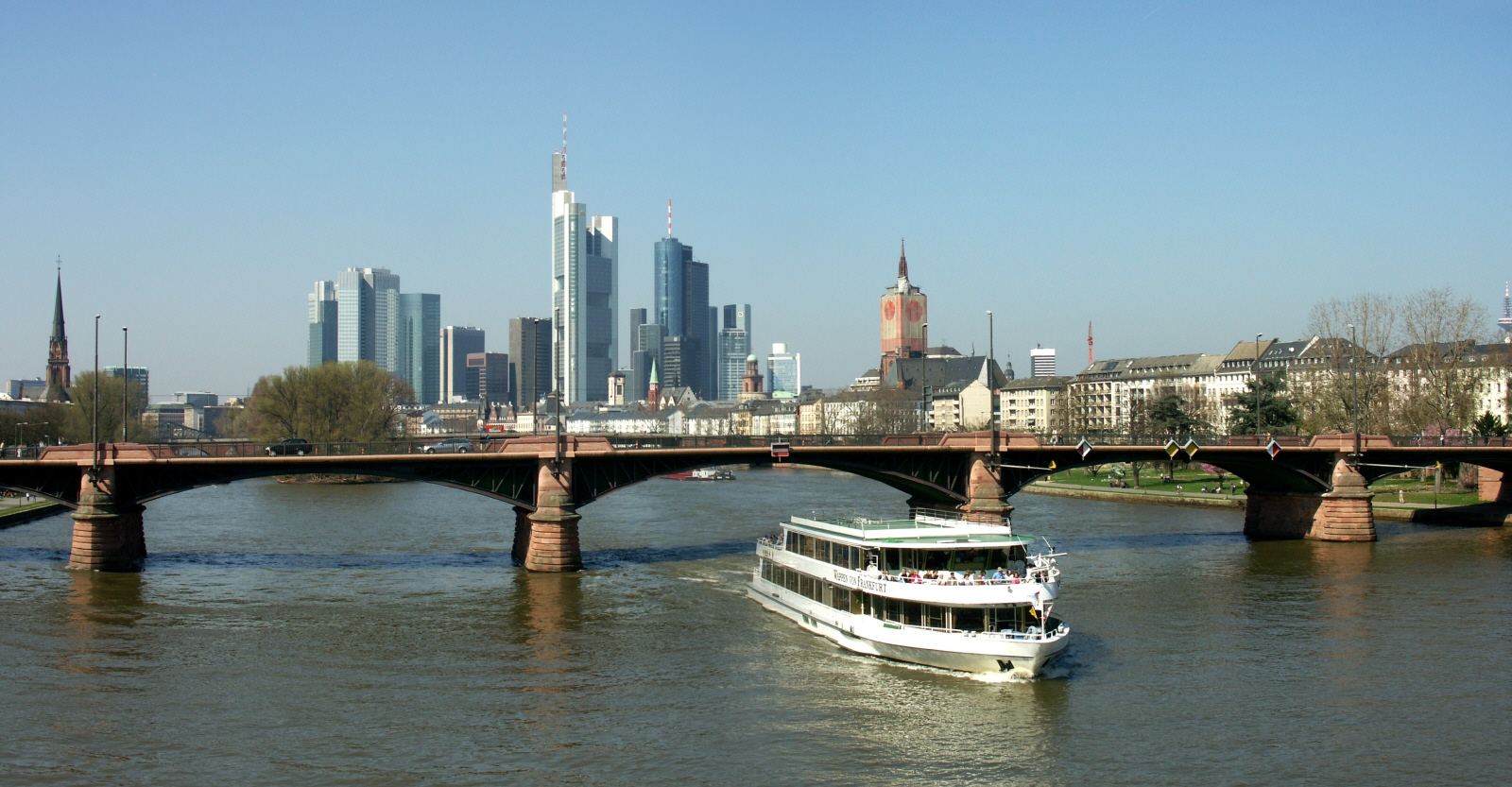
Main in Frankfurt
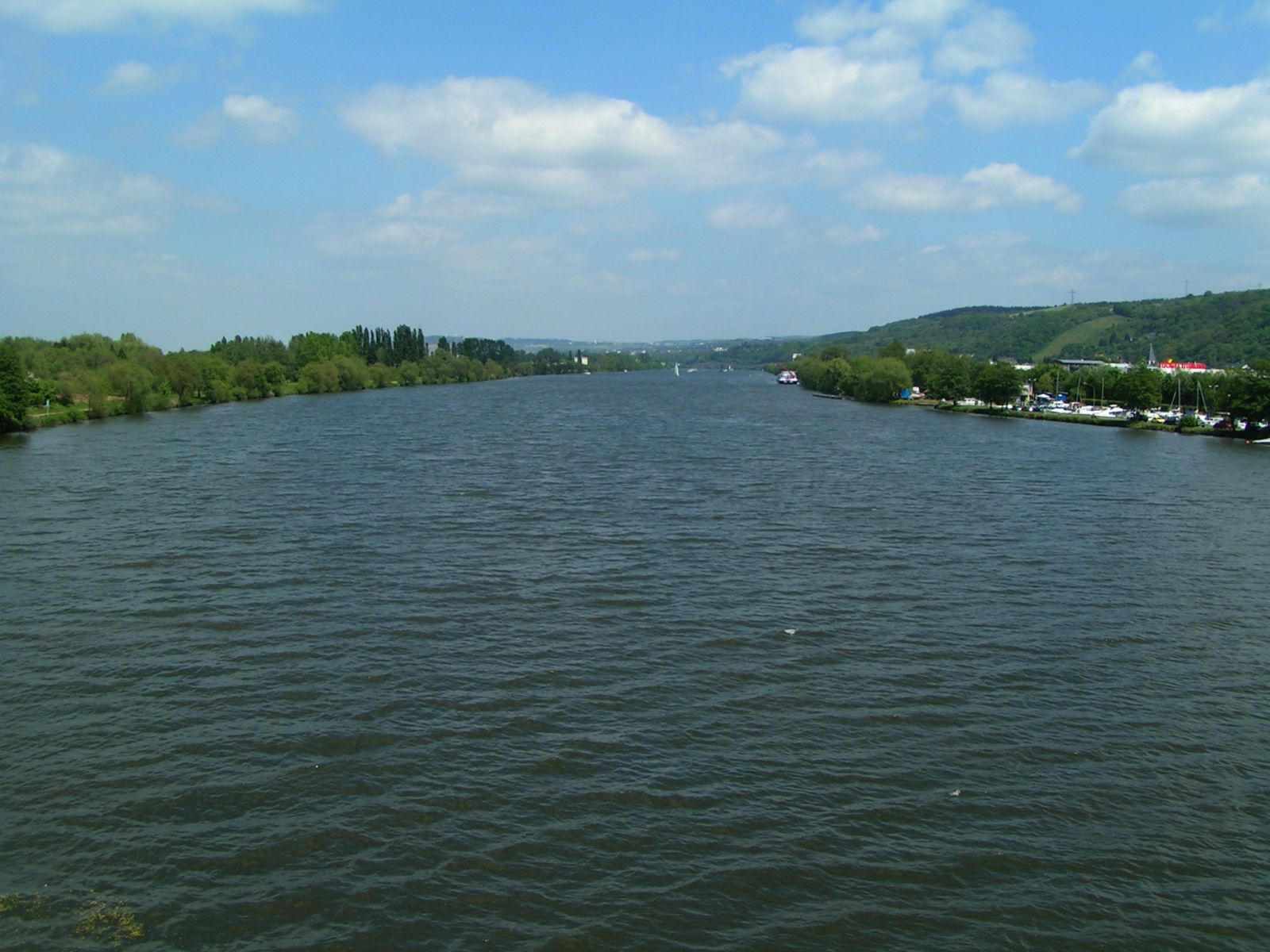
Mosel bei Konz
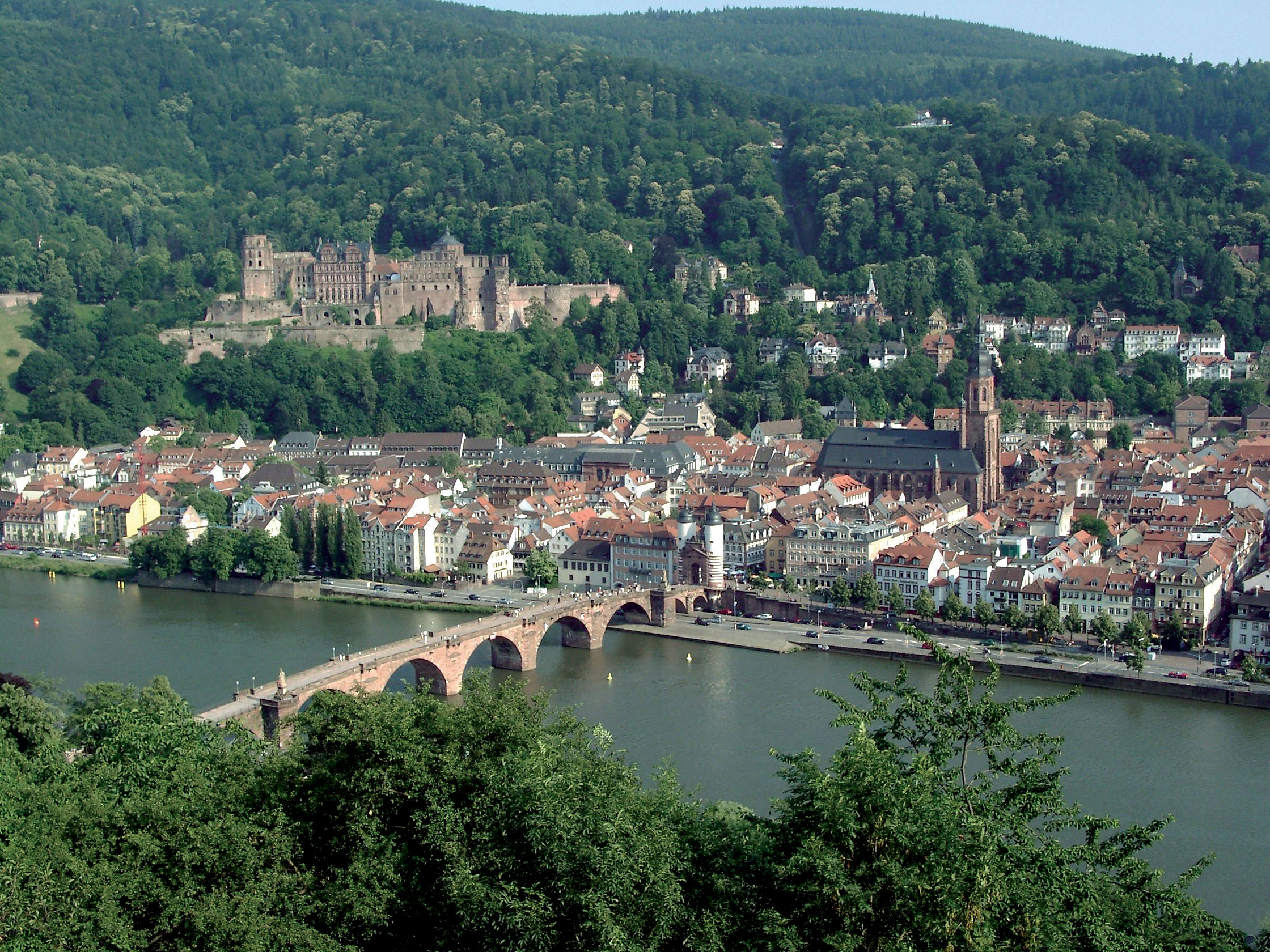
Neckar in Heidelberg
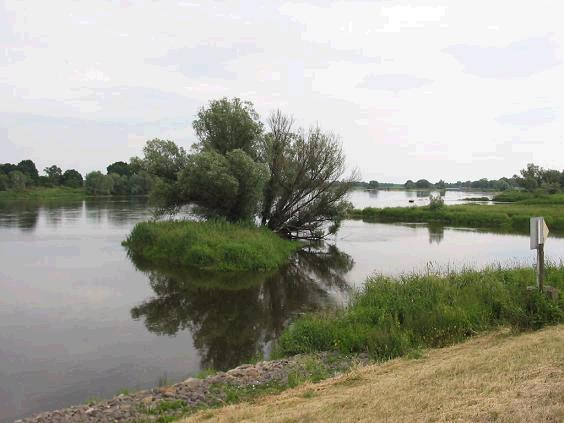
Oder bei Kienitz
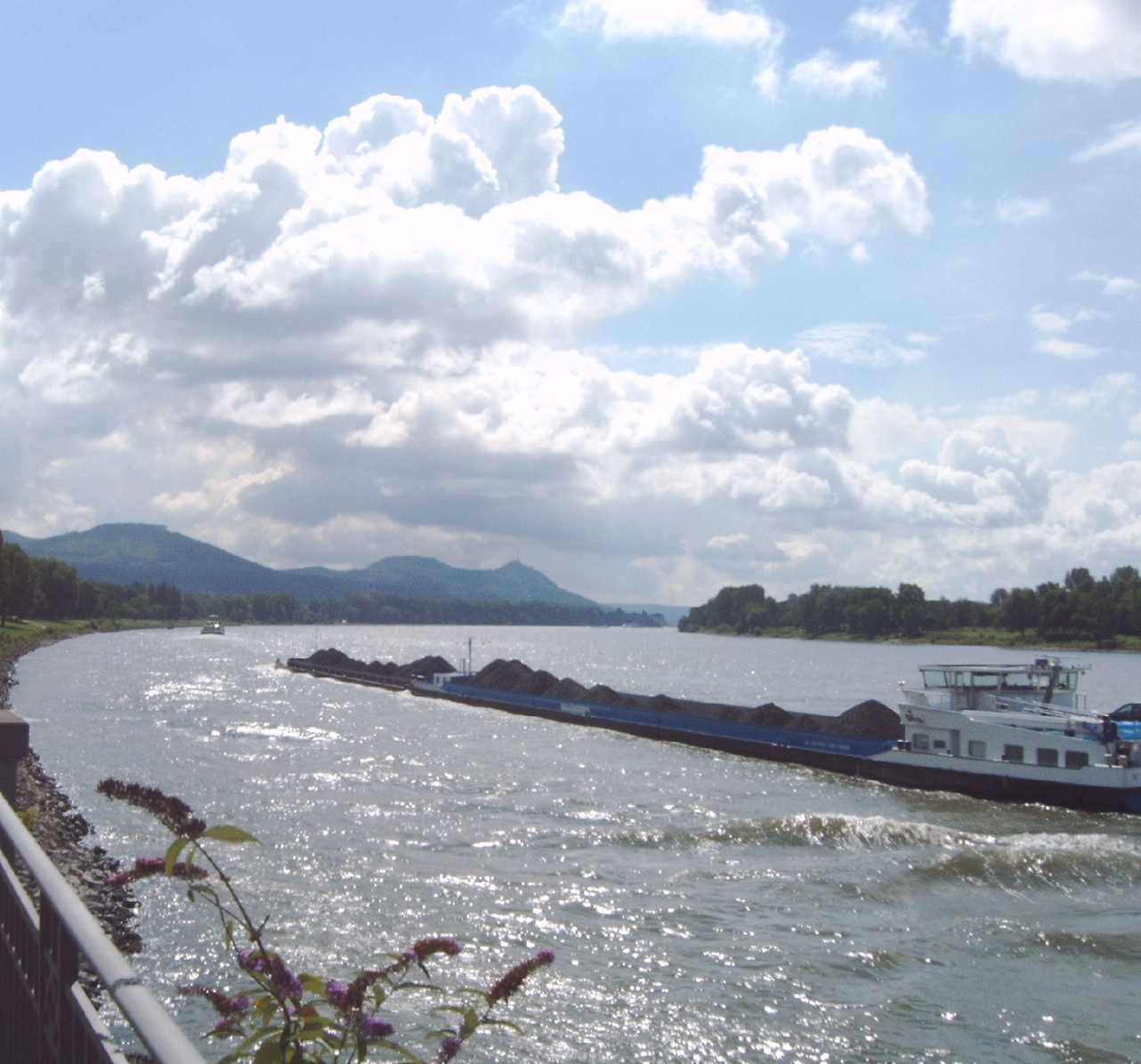
Rhein bei Bonn
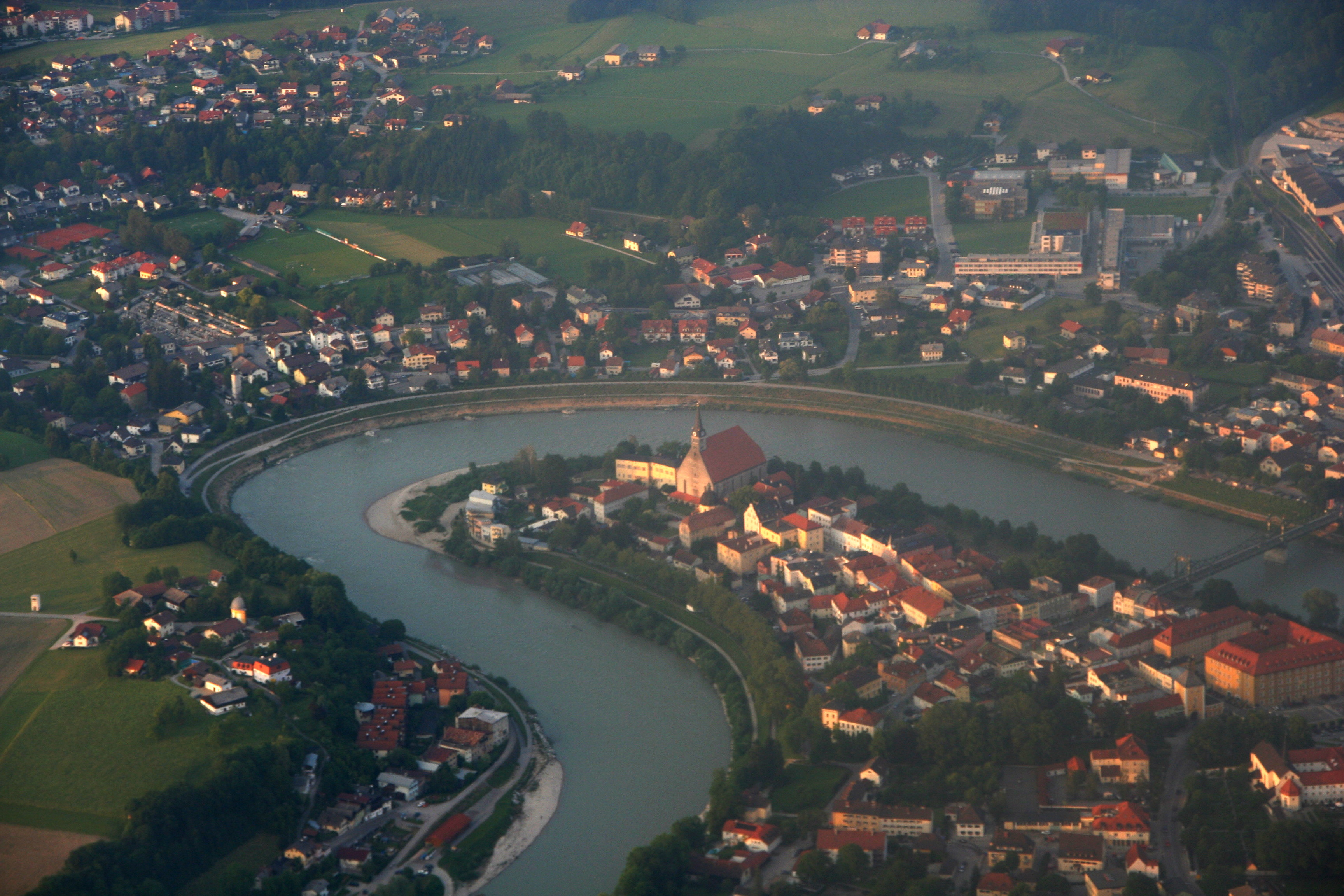
Salzach in Laufen
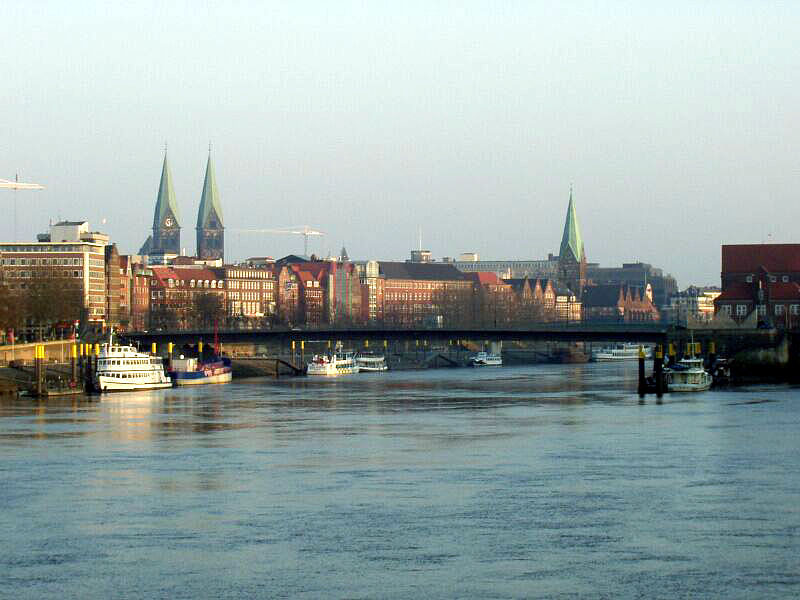
Weser in Bremen